# Твёрдые сплавы

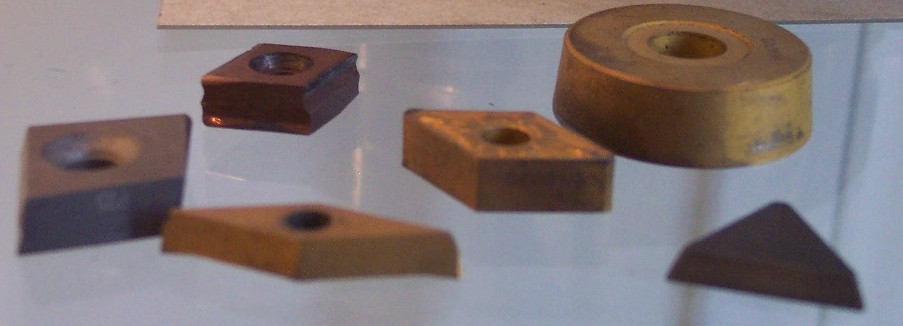
Сменные твердосплавные пластинки металлорежущих инструментов из карбида вольфрама на кобальтовой связке

Твёрдые спла́вы — твёрдые и износостойкие металлокерамические и металлические материалы, способные сохранять эти свойства при 900—1150 °C. В основном изготавливаются из твёрдых и тугоплавких материалов на основе карбидов вольфрама, титана, тантала, хрома, связанных кобальтовой или никелевой металлической связкой, при различном содержании кобальта или никеля.

## Типы твёрдых сплавов
Различают спечённые и литые твёрдые сплавы. Главной особенностью спеченных твёрдых сплавов является то, что изделия из них получают методами порошковой металлургии и они поддаются только шлифованию или физико-химическим методам обработки (лазерной, ультразвуковой, травлением в кислотах и других) также хорошо обрабатываются электроэрозионным методом, а литые твёрдые сплавы предназначены для наплавки на оснащаемый инструмент и проходят не только механическую, но часто и термическую обработку (закалка, отжиг, старение и др.). Элементы из порошковых твёрдых сплавов закрепляются на оснащаемом инструменте методами пайки твёрдыми припоями или механическим закреплением.
Твёрдые сплавы различают по металлам карбидов, в них присутствующих: вольфрамовые — ВК2, ВК3,ВК3М, ВК4В, ВК6М, ВК6, ВК6В, ВК8, ВК8В, ВК10, ВК15, ВК20, ВК25; титано-вольфрамовые — Т30К4, Т15К6, Т14К8, Т5К10, Т5К12В; титано-тантало-вольфрамовые — ТТ7К12, ТТ10К8Б. Безвольфрамовые: ТНМ20, ТНМ25, ТНМ30.
По химическому составу твёрдые сплавы классифицируют:
- вольфрамокобальтовые твёрдые сплавы (ВК);
- титановольфрамокобальтовые твёрдые сплавы (ТК);
- титанотанталовольфрамокобальтовые твёрдые сплавы (ТТК).

Твёрдые сплавы по назначению делятся (классификация ISO) на:
- Р — для стальных отливок и материалов, при обработке которых образуется сливная стружка;
- М — для обработки труднообрабатываемых материалов (обычно нержавеющая сталь);
- К — для обработки чугуна;
- N — для обработки алюминия, а также других цветных металлов и их сплавов;
- S — для обработки жаропрочных сплавов и сплавов на основе титана;
- H — для закаленной стали.

Из-за относительной дороговизны вольфрама разработана группа безвольфрамовых твёрдых сплавов, называемых керметами. Эти сплавы содержат в своём составе карбиды титана (TiC), карбонитриды титана (TiCN), связанные никель-молибденовой основой. Технология их изготовления аналогична вольфрамосодержащим твёрдым сплавам.
Эти сплавы по сравнению с вольфрамовыми твёрдыми сплавами имеют меньшую прочность на изгиб, ударную вязкость, чувствительны к перепаду температур из-за низкой теплопроводности, но имеют преимущества — повышенную теплостойкость (1000 °C) и низкую схватываемость стружки с обрабатываемыми материалами, благодаря чему не склонны к образованием наростов обрабатываемого материала на инструменте при резании, поэтому их рекомендуют использовать для чистовой и получистовой обработке. По назначению относятся к группе Р по классификации ISO.

### Свойства твёрдых сплавов
Пластинки из твёрдого сплава имеют 86—92 HRA обладают высокой износостойкостью и красностойкостью (800—1000 °C), что позволяет вести обработку со скоростями резания до 800 (2000 для цветных сплавов и металлов) м/мин.

### Спечённые твёрдые сплавы
Твёрдые сплавы изготавливают путем спекания смеси порошков карбидов и кобальта. Порошки предварительно изготавливают методом химического восстановления (1—10 мкм), смешивают в соответствующем соотношении и прессуют под давлением 200—300 кгс/см², а затем спекают в формах, соответствующих размерам готовых пластин, при температуре 1400—1500 °C, в защитной атмосфере. Термической обработке спечённые твёрдые сплавы не подвергаются, так как сразу же после изготовления имеют основные свойства.
Композиционные материалы, состоящие из металлоподобного соединения, цементированного металлом или сплавом. Их основой чаще всего являются карбиды вольфрама или титана, сложные карбиды вольфрама и титана (часто также и тантала), карбонитрид титана, реже — другие карбиды, бориды и тому подобные. В качестве матрицы для удержания зерен твёрдого материала в изделии применяют так называемую «связку» — металл или сплав. Обычно в качестве «связки» используют кобальт, так как кобальт является нейтральным элементом по отношению к углероду, он не образует карбиды и не разрушает карбиды других элементов, реже — никель, его сплав с молибденом (никель-молибденовая связка).

#### Получение твёрдых сплавов легкой порошковой металлургии
1. Получение порошков карбидов и кобальта методом восстановления из оксидов.
2. Измельчение порошков карбидов и кобальта (производится на шаровых мельницах в течение 2—3 суток) до 1 — 2 микрон.
3. Просеивание и повторное измельчение при необходимости.
4. Приготовление смеси (порошки смешивают в количествах, соответствующих химическому составу изготавливаемого сплава).
5. Холодное прессование (в смесь добавляют органическую связку для сохранения формы, например ПВС, парафины или глицерин[1]).
6. Спекание под нагрузкой (горячее прессование) при 1400 °C (при 800—850 °C органическая связка полностью выгорает). При 1400 °C кобальт плавится и смачивает порошки карбидов, при последующем охлаждении кобальт кристаллизуется, соединяя между собой частицы карбидов.

#### Номенклатура спеченных твёрдых сплавов
Твёрдые сплавы условно можно разделить на три основные группы:
- вольфрамосодержащие твёрдые сплавы
- титановольфрамосодержащие твёрдые сплавы
- титанотанталовольфрамовые твёрдые сплавы

Каждая из вышеперечисленных групп твёрдых сплавов подразделяется в свою очередь на марки, различающиеся между собой по химическому составу, физико-механическим и эксплуатационным свойствам.
Некоторые марки сплава, имея одинаковый химический состав, отличаются размером зерен карбидных составляющих, что определяет различие их физико-механических и эксплуатационных свойств, а отсюда и областей применения.
Свойства марок твёрдых сплавов рассчитаны таким образом, чтобы выпускаемый ассортимент мог в максимальной степени удовлетворить потребности современного производства. При выборе марки сплава следует учитывать: область применения сплава, характер требовании, предъявляемых к точности обрабатываемых поверхностей, состояние оборудования и его кинематические и динамические данные.
Обозначения марок сплавов построено по следующему принципу:
- 1-я группа — сплавы содержащие карбид вольфрама и кобальт. Обозначаются буквами ВК, после которых цифрами указывается процентное содержание в сплаве кобальта. К этой группе относятся следующие марки: ВКЗ, ВКЗМ, ВК6, ВК6М, ВК6ОМ, ВК6КС, ВК6В, ВК8, ВК8ВК, ВК8В, ВК10КС, ВК15, ВК20, ВК20КС, ВК10ХОМ, ВК4В.
- 2-я группа — титановольфрамовые сплавы, имеющие в своём составе карбид титана, карбид вольфрама и кобальт. Обозначается буквами ТК, при этом цифра, стоящая после букв Т обозначает процентное содержание карбидов титана, а после буквы К — содержание кобальта. К этой группе относятся следующие марки: Т5К10, Т14К8, Т15К6, ТЗ0К4.
- 3-я группа — титанотанталовольфрамовые сплавы, имеющие в своём составе карбид титана, тантала и вольфрама, а также кобальт и обозначаются буквами ТТК, при этом цифра, стоящая после ТТ процентное содержание карбидов титана и тантала, а после буквы К — содержание кобальта. К этой группе относятся следующие марки: ТТ7К12, ТТ20К9.
- 4-я группа — сплавы с износостойкими покрытиями. Имеют буквенное обозначение ВП. К этой группе относятся следующие марки: ВП3115 (основа ВК6), ВП3325 (основа ВК8), ВП1255 (основа ТТ7К12).

Твёрдые сплавы применяемые для обработки металлов резанием: ВК6, ВКЗМ, ВК6М, ВК60М, ВК8, ВК10ХОМ, ТЗОК4, Т15К6, Т14К8, Т5К10, ТТ7К12, ТТ20К9.
Твёрдые сплавы применяемые для бесстружковой обработки металлов и древесины, быстроизнашивающихся деталей машин, приборов и приспособлений: ВКЗ, ВКЗМ, ВК6, ВК6М, ВК8, ВК15, ВК20, ВК10КС. ВК20КС.
Твёрдые сплавы применяемые для оснащения горного инструмента: ВК6В, ВК4В, ВК8ВК, ВК8, ВК10КС, ВК8В,  ВК11ВК, ВК15.
В СССР и сейчас России для обработки металлов резанием применяются следующие спечённые твёрдые сплавы:
| Марка сплава | WC % | TiC % | TaC %   | Co %    | Прочность на изгиб (σ), МПа | Твёрдость, HRA | Плотность (ρ), г/см3 | Теплопроводность (λ), Вт/(м·°С) | Модуль Юнга (Е), ГПа |
| ------------ | ---- | ----- | ------- | ------- | --------------------------- | -------------- | -------------------- | ------------------------------- | -------------------- |
| ВК2          | 98   | —     | —       | 2       | 1200                        | 91,5           | 15,1                 | 51                              | 645                  |
| ВК3          | 97   | —     | —       | 3       | 1200                        | 89,5           | 15,3                 | 50,2                            | 643                  |
| ВК3-М        | 97   | —     | —       | 3       | 1550                        | 91             | 15,3                 | 50,2                            | 638                  |
| ВК4          | 96   | —     | —       | 4       | 1500                        | 89,5           | 14,9-15,2            | 50,3                            | 637,5                |
| ВК4-В        | 96   | —     | —       | 4       | 1550                        | 88             | 15,2                 | 50,7                            | 628                  |
| ВК6          | 94   | —     | —       | 6       | 1550                        | 88,5           | 15                   | 62,8                            | 633                  |
| ВК6-М        | 94   | —     | —       | 6       | 1450                        | 90             | 15,1                 | 67                              | 632                  |
| ВК6-ОМ       | 92   | —     | 2       | 6       | 1300                        | 90,5           | 15                   | 69                              | 632                  |
| ВК8          | 92   | —     | —       | 8       | 1700                        | 87,5           | 14,8                 | 50,2                            | 598                  |
| ВК8-В        | 92   | —     | —       | 8       | 1750                        | 89             | 14,8                 | 50,4                            | 598,5                |
| ВК10         | 90   | —     | —       | 10      | 1800                        | 87             | 14,6                 | 67                              | 574                  |
| ВК10-ОМ      | 90   | —     | —       | 10      | 1500                        | 88,5           | 14,6                 | 70                              | 574                  |
| ВК15         | 85   | —     | —       | 15      | 1900                        | 86             | 14,1                 | 74                              | 559                  |
| ВК20         | 80   | —     | —       | 20      | 2000                        | 84,5           | 13,8                 | 81                              | 546                  |
| ВК25         | 75   | —     | —       | 25      | 2150                        | 83             | 13,1                 | 83                              | 540                  |
| ВК30         | 70   | —     | —       | 30      | 2400                        | 81,5           | 12,7                 | 85                              | 533                  |
| Т5К10        | 85   | 6     | —       | 9       | 1450                        | 88,5           | 13,1                 | 20,9                            | 549                  |
| Т5К12        | 83   | 5     | —       | 12      | 1700                        | 87             | 13,5                 | 21                              | 549,3                |
| Т14К8        | 78   | 14    | —       | 8       | 1300                        | 89,5           | 11,6                 | 16,7                            | 520                  |
| Т15К6        | 79   | 15    | —       | 6       | 1200                        | 90             | 11,5                 | 12,6                            | 522                  |
| Т30К4        | 66   | 30    | —       | 4       | 1000                        | 92             | 9,8                  | 12,57                           | 422                  |
| ТТ7К12       | 81   | 4     | 3       | 12      | 1700                        | 87             | 13,3                 |                                 |                      |
| ТТ8К6        | 84   | 8     | 2       | 6       | 1350                        | 90,5           | 13,3                 |                                 |                      |
| ТТ10К8-Б     | 82   | 3     | 7       | 8       | 1650                        | 89             | 13,8                 |                                 |                      |
| ТТ20К9       | 67   | 9,4   | 14,1    | 9,5     | 1500                        | 91             | 12,5                 |                                 |                      |
| ТН-20        | —    | 79    | (Ni15%) | (Mo6%)  | 1000                        | 89,5           | 5,8                  |                                 |                      |
| ТН-30        | —    | 69    | (Ni23%) | (Mo29%) | 1100                        | 88,5           | 6                    |                                 |                      |
| ТН-50        | —    | 61    | (Ni29%) | (Mo10%) | 1150                        | 87             | 6,2                  |                                 |                      |

Иностранные производители твёрдого сплава, как правило, используют каждый свои марки сплавов и обозначения.

### Разработки
В настоящее время[когда?] в российской твердосплавной промышленности проводятся глубокие исследования, связанные с возможностью повышения эксплуатационных свойств твёрдых сплавов и расширением сферы применения. В первую очередь эти исследования касаются химического и гранулометрического состава RTP (ready-to-press) смесей. Одним из удачных примеров за последнее время можно привести сплавы группы ТСН (ТУ 1966—001-00196121-2006), разработанные специально для рабочих узлов трения в агрессивных кислотных средах. Данная группа является логическим продолжением в цепочке сплавов ВН на никелевой связке, разработанных Всероссийским научно-исследовательским институтом твёрдых сплавов. Опытным путём было замечено, что с уменьшением размера зёрен карбидной фазы в твёрдом сплаве качественно повышаются твёрдость и прочность. Технологии плазменного восстановления и регулирования гранулометрического состава в данный момент позволяют производить твёрдые сплавы размеры зёрен (WC) в которых могут быть менее 1 микрометра. Сплавы ТСН-группы находят широкое применение в производстве узлов химических и нефтегазовых насосов российского производства.

### Литые твёрдые сплавы
Литые твёрдые сплавы получают методом плавки и литья.

## Применение
Твёрдые сплавы в настоящее время являются распространенным инструментальным материалом, широко применяемым в инструментальной промышленности. Тугоплавкие карбиды в структуре сплава придают твердосплавному инструменту высокую твёрдость HRA 80—92 (HRC 73—76), теплостойкостью (800—1000 °C), поэтому ими можно работать со скоростями, в несколько раз превышающими скорости резания для быстрорежущих сталей. Однако, в отличие от быстрорежущих сталей, твёрдые сплавы имеют пониженную прочность на изгиб (σи = 1000—1500 МПа), низкую ударную вязкость. Твёрдые сплавы нетехнологичны: из-за большой твёрдости из них невозможно изготовить цельный фасонный инструмент сложной формы, к тому же они плохо шлифуются и обрабатываются только алмазным инструментом, поэтому твёрдые сплавы обычно применяют в виде пластин, которые либо механически закрепляются на державках инструмента, либо припаиваются к ним.
Твёрдые сплавы ввиду своей высокой твёрдости применяются в следующих областях:
- Обработка резанием конструкционных материалов: резцы, фрезы, свёрла, протяжки и прочий инструмент.
- Оснащение измерительного инструмента: оснащение точных поверхностей микрометрического измерительного инструмента и опор точных весов.
- Клеймение: оснащение рабочей части клейм.
- Волочение: оснащение рабочей части волок.
- Штамповка: оснащение штампов и матриц(вырубных, выдавливания и проч.).
- Прокатка: твердосплавные валки (выполняются в виде колец из твёрдого сплава, надеваемых на металлическое основание).
- Горнодобывающее оборудование: напайка спеченных и наплавка литых твёрдых сплавов.
- Производство износостойких подшипников: шарики, ролики, обоймы и покрытие стали.
- Рудообрабатывающее оборудование: оснащение рабочих поверхностей.
- Газотермическое напыление износостойких покрытий.